# Amlodipine
Le bésylate d'amlodipine est un antagoniste des canaux calciques de type L (responsables de la contraction des muscles lisses) à longue action, utilisé comme antihypertenseur et pour le traitement de l'angine de poitrine (voir Inhibiteur calcique).
Son nom systématique est (R.S.) 3-éthyl-5-méthyl-2-(2-aminoéthoxyméthyl)-4-(2-chlorophényl)-1,4-dihydro-6-méthyl-3,5-pyridinedicarboxylate benzène sulfonate.
Sa formule chimique est C20H25ClN2O5.C6H6O3S.
Elle appartient à la famille des dihydropyridines (DHP) et est utilisée comme antihypertenseur et dans le traitement de l'angor. Comme d'autres inhibiteurs de canaux calciques, l'amlodipine agit par relaxation du muscle lisse vasculaire, diminuant les résistances périphériques et par conséquent la pression artérielle.
Comme traitement de l'angor, l'amlodipine augmente le débit sanguin dans le muscle cardiaque. Cependant, les dihydropyridines ont un tropisme plus important pour les canaux calciques vasculaires que cardiaques.

## Contre-indications
- Allaitement
- Choc cardiogénique
- Angine de poitrine instable
- Sténose de l'aorte, en raison de la vasodilatation qui peut provoquer une baisse du débit cardiaque si la sténose est serrée.

## Effets indésirables
Les effets indésirables de l'amlodipine peuvent être :
- très fréquemment : œdèmes périphériques chez 8,3 % des patients, et asthénie dans 4,5 % des cas[5] ;
- fréquemment : confusion, agitation, céphalées, douleurs musculaires et abdominales, dyspepsie, nausées ;
- parfois : troubles vasculaires, gynécomastie, impuissance, dépression, insomnie, tachycardie, élargissement de la gencive ;
- rarement : comportement erratique, hépatites, jaunisse (chez un patient sur 10 000) ;
- très rarement : hyperglycémie, tremblements, syndrome de Stevens-Johnson (chez un patient sur 100 000).

La toxicité aiguë par voie orale de l'amlodipine chez la souris (dose létale médiane) est 37 mg/kg.

## Précautions d'emploi
- Insuffisance hépatique
- Grossesse

## Interactions médicamenteuses
- Chez les patients souffrant d'insuffisance coronarienne sévère, l'amlodipine peut augmenter la fréquence et l'intensité de l'angine ou même causer une crise cardiaque dans de rares occasions. Ce phénomène survient généralement lors de l'instauration d'un traitement pour la première fois, ou lors d'une augmentation des doses.
- Une diminution excessive de la pression sanguine peut survenir lors de l'initiation d'un traitement par l'amlodipine, en particulier chez les patients prenant déjà un antihypertenseur. Dans de rares cas, une insuffisance cardiaque congestive a été observée, en général lors d'une association avec un bêta-bloquant.
- L'association de l'amlodipine avec un antagoniste des récepteurs de l'angiotensine II, chez les patients asiatiques, semble engendrer moins d'effets secondaires que l'amlodipine utilisé seul, et multiplie par environ trois la probabilité que le traitement soit efficace[7].

## Mécanisme d'action
L'amlodipine est un antagoniste des canaux calciques. Elle inhibe le flux transmembranaire de calcium dans la fibre musculaire lisse vasculaire et le muscle cardiaque.
La contraction des muscles lisses et cardiaques est enclenchée par l'arrivée de calcium dans le cytoplasme de la cellule, en passant par des canaux ioniques spécifiques sur la membrane. L'amlodipine inhibe sélectivement les canaux calciques membranaires, empêchant l'entrée de calcium extra-cellulaire dans la cellule. L'amlodipine, comme toutes les dihydropyridines, a un tropisme vasculaire, c'est-à-dire que l'effet sur les muscles lisses des vaisseaux est plus important que l'effet cardiaque.
Des données expérimentales montrent que l'amlodipine se lie à deux sites différents sur les canaux : celui des dihydropyridines (DHPR) et celui des non-dihydropyridines[réf. nécessaire].
Le mode d'action de l'amlodipine sur l'angor n'est pas clairement connu, mais les effets suivants sont suspectés :
- dans l'Angor d'effort, l'amlodipine réduit les résistances périphériques totales et donc la postcharge, ce qui permet de réduire l'effort imposé au cœur et sa consommation de dioxygène ;
- dans l'Angor de Prinzmetal, l'amlodipine arrête la constriction des vaisseaux et permet de restaurer la circulation sanguine dans les artères coronaires, en réponse au calcium, au potassium, à l'épinéphrine, à la sérotonine et aux analogues du thromboxane A2 lors d'expériences in vitro et in vivo sur des animaux. Elle inhibe ainsi le spasme coronaire.

Un effet inotrope négatif sur le cœur a été observé in vitro, sans que l'on ait pu en observer les conséquences in vivo aux doses thérapeutiques. La concentration sérique en calcium n'est pas affectée par l'amlodipine.
Enfin, l'amlodipine est un inhibiteur fonctionnel de la sphingomyéline phosphodiestérase (FIASMA).

## Pharmacocinétique et métabolisme
Au pH physiologique, l'amlodipine se trouve sous sa forme ionisée (pKa = 8,6).
La cinétique de cette molécule a été étudiée chez des volontaires sains après administration orale d'amlodipine marquée au 14C. La biodisponibilité per os est voisine de 60 %. L'élimination est rénale à 60 %, surtout sous forme de métabolites inactifs. Le principal métabolite est l'acide 2-([4-(2-chlorophényl)-3-éthoxycarbonyl-5-méthoxycarbonyl-6-méthyl- 2-pyridyl]méthoxy)acétique qui représentait 33 % de la radio-activité urinaire.
La demi-vie plasmatique de l'amlodipine est en moyenne de 33 heures, mais l'élimination effective des métabolites est plus lente.

## Stéréoisomérie
Il s'agit d'une molécule chirale, utilisée en thérapeutique sous forme de mélange racémique. Une méthode pour la séparation des énantiomères par chromatographie préparative a été développée.

## Spécialités
Le brevet appartenant à Pfizer est tombé en 2007. Un grand nombre de génériques est disponible.
Une association contenant 5 mg d'amlodipine et 4 mg de périndopril (un inhibiteur de l'enzyme de conversion) est à l'étude.

## Spécialités contenant de l'amlodipine
- Europe : Amlodipine Actavis.
- France : Amlodipine Almus ; Amlodipine Alter ; Amlodipine Arrow ; Amlodipine Biogaran ; Amlodipine Bouchara-Recordati ; Amlodipine Cristers ; Amlodipine EG ; Amlodipine Evolugen ; Amlodipine Isomed ; Amlodipine Mylan ; Amlodipine Pfizer ; Amlodipine PHR Lab ; Amlodipine Qualimed ; Amlodipine Ranbaxy ; Amlodipine Ratiopharm ; Amlodipine Sandoz ; Amlodipine Teva ; Amlodipine Winthrop ; Amlodipine Zydus ; Amlor ; Axeler ; Caduet ; Coveram ; Exforge ; Sevikar ; Twynsta.
- Belgique : Amlodipine Bexal ; Amlodipine EG ; Amlodipine Ratiopharm ; Amlodipine Sandoz ; Amlogal ; Amlor ; Doc Amlodipine ; Mercks Amlodipine
- Suisse : Amlo ; Amlodipine HelvePharm ; Amlodipine Mepha ; Amlodipine Ratiopharm ; Amlodipine Sandoz ; Amlopin ; Amlovasc ; Norvasc.
- Canada : Norvasc.

## Divers
L'amlodipine fait partie de la liste des médicaments essentiels de l'Organisation mondiale de la santé (liste mise à jour en avril 2013).